# 2017年阿羅哈客運車輛衝撞事故
2017年9月11日，由阿羅哈客運行駛的一輛從高雄開往台北，載有16名乘客的班車，在下午11時46分行經中山高速公路高雄市岡山區路段，北上348公里處時，為閃避小型車急轉方向盤，車輛即失控撞向分隔島護欄，沿護欄向前滑行數十公尺，有6名未繫安全帶的乘客，受到慣性作用，而被拋出車外死亡  ，更有乘客被拋飛66公尺之遠。11人受傷，是國道客運歷年來最嚴重的一則事故，也是台湾國道客運致乘客死亡的事故之一。預估每名死亡乘客可獲得理賠新台幣350萬元，由保險公司賠付之總理賠金額將超過4300萬元。9月16日，阿羅哈客運董事長陳瑞鈴現身高雄市殯葬管理處殯儀館向罹難者家屬道歉 ，肇事車輛720-FP停用。

## 起訴與審判

### 起訴
2017年10月3日，全案偵結，肇因司機分心翻找物品，之後快速轉彎釀禍，依《中華民國刑法》業務過失致死罪嫌起訴，而公司與車輛均符合規定

### 審判
2018年8月29日，臺灣橋頭地方法院同日上午宣判，司機吳恊松，依「業務過失致死罪」判處4年2個月刑期，全案仍可上訴 。
2018年11月27日，臺灣高等法院高雄分院宣判，上訴駁回，維持原判決。
2019年9月4日，最高法院宣判，上訴駁回，維持原判決，全案定讞。

## 資料來源
1. ↑  . 蘋果日報. 2017-09-12  [2017-09-17]. （原始内容存档于2017-10-20）.
2. ↑  中時電子報. . 中時電子報. 2017-09-12  [2019-03-22]. （原始内容存档于2019-03-22） （中文（臺灣））.
3. ↑  . 聯合新聞網. 2017-09-12  [2017-09-17]. （原始内容存档于2018-08-09）.
4. ↑  . 蘋果日報. 2017-09-16  [2017-09-17]. （原始内容存档于2017-09-20）.
5. ↑  . 自由時報電子報. 2017-09-12  [2017-09-17]. （原始内容存档于2018-12-20）.
6. ↑  . 自由時報. 2017-10-03  [2017-10-03]. （原始内容存档于2019-08-28）.
7. ↑  . 中時新聞網. 2017-10-03  [2017-10-05]. （原始内容存档于2018-08-25）.
8. ↑  林伯驊.低頭找物釀車禍6死 阿羅哈司機判刑4年2月 （页面存档备份，存于）聯合報.2018-08-29
9. ↑  程啟峰.阿羅哈客運車禍釀6死 司機被判4年2月 （页面存档备份，存于）中央社.2018-08-29
10. ↑  . 司法院法學資料檢索系統.   [2022-03-18].[]
11. ↑  . 司法院法學資料檢索系統.   [2022-03-18]. （原始内容存档于2022-03-18）.
12. ↑  張文川. . 自由時報. 2019-09-05  [2022-03-18]. （原始内容存档于2022-03-18）.